# Solano (Colômbia)

Localização da cidade de Solano no departamento de Caquetá.

Solano é um município da Colômbia localizada no departamento de Caquetá.